# Apis mellifera mellifera
La abeja negra europea o abeja negra alemana (Apis mellifera mellifera) es una subespecie de abeja doméstica de pequeño tamaño, de color oscuro. 
Algunas colonias son tan agresivas que los apicultores consideran difícil trabajar con ellas. Esta característica no es original de la abeja negra europea sino engendrada, porque fueron descritas como abejas de fácil trato, dóciles, aunque menos mansas que  Apis mellifera carnica.

## Ecotipos
Sobre Apis mellifera mellifera los europeos reconocen tres o cuatro ecotipos principales:
- mellifera (llamada abeja castaña)
- lehzeni (la abeja de heathland)
- nigra (la abeja negra), qué tiene variantes locales, como el castaño de Pomerania en los Alpes Negros.
- silvarum

Pueden distinguirse de otras subespecies por su cuerpo rechoncho, abundante pelo torácico y abdominal esparcido, que son el colorido oscuro castaño y global; en la nigra, hay también pigmentación oscura en las alas. En conjunto, cuando se las ve a distancia, son negruzcas, o en el mellifera, de castaño oscuro. 
Los híbridos salvajes son agresivos, pueden ser distinguidos por una aureola amarillenta en los lados del abdomen, pero resulta difícil. Se considera hoy día que los detalles de las venas de las alas son el único carácter fiable para distinguir las abejas oscuras.

## Importancia
Apis mellifera mellifera es una subespecie muy significativa comercialmente de la abeja melífera europea occidental, pero hay varios apicultores hobistas especializados que conservan estas abejas en Europa y otras partes del mundo.
Los inmigrantes llevaron esta subespecie a América. Antes de a su llegada, el continente americano no tenía ninguna abeja melífera del género Apis. Todas las abejas autóctonas del nuevo continente pertenecían a los melipónidos. La abeja melífera no es nativa de América. 
Los descendientes híbridos de las abejas negras coloniales originales también pueden haber sobrevivido en América del Norte como abejas salvajes. Hay informes de apicultores que, después de la llegada de Varroa al continente americano en 1987, algunas colonias de la abeja salvajes sobrevivían. La forma original ya no está presente en América del Norte. 
En Europa central, es en la región alemana dónde se conservaron las castas de la abeja oscuras originales. Sin embargo, durante el nazismo por considerar que no rendían suficiente miel, buscando mejorarlas, se consiguieron colonias de más alto rendimiento pero mucho más agresivas, más susceptibles a la infección de Varroa, abandonándolas después de la Segunda Guerra Mundial.
Los criadores especializados y los investigadores trabajan en la actualidad para conservar y extender lo que podría ser las castas originales de la subespecie. Sólo unas pocas colmenas han sobrevivido al presente en las colonias de Alemania, pero en mayor número existen en Noruega (Lehzeni), los Alpes (nigra), en los Alpes de Polonia y en Bélgica (mellifera).